# LTE Logistik- und Transport

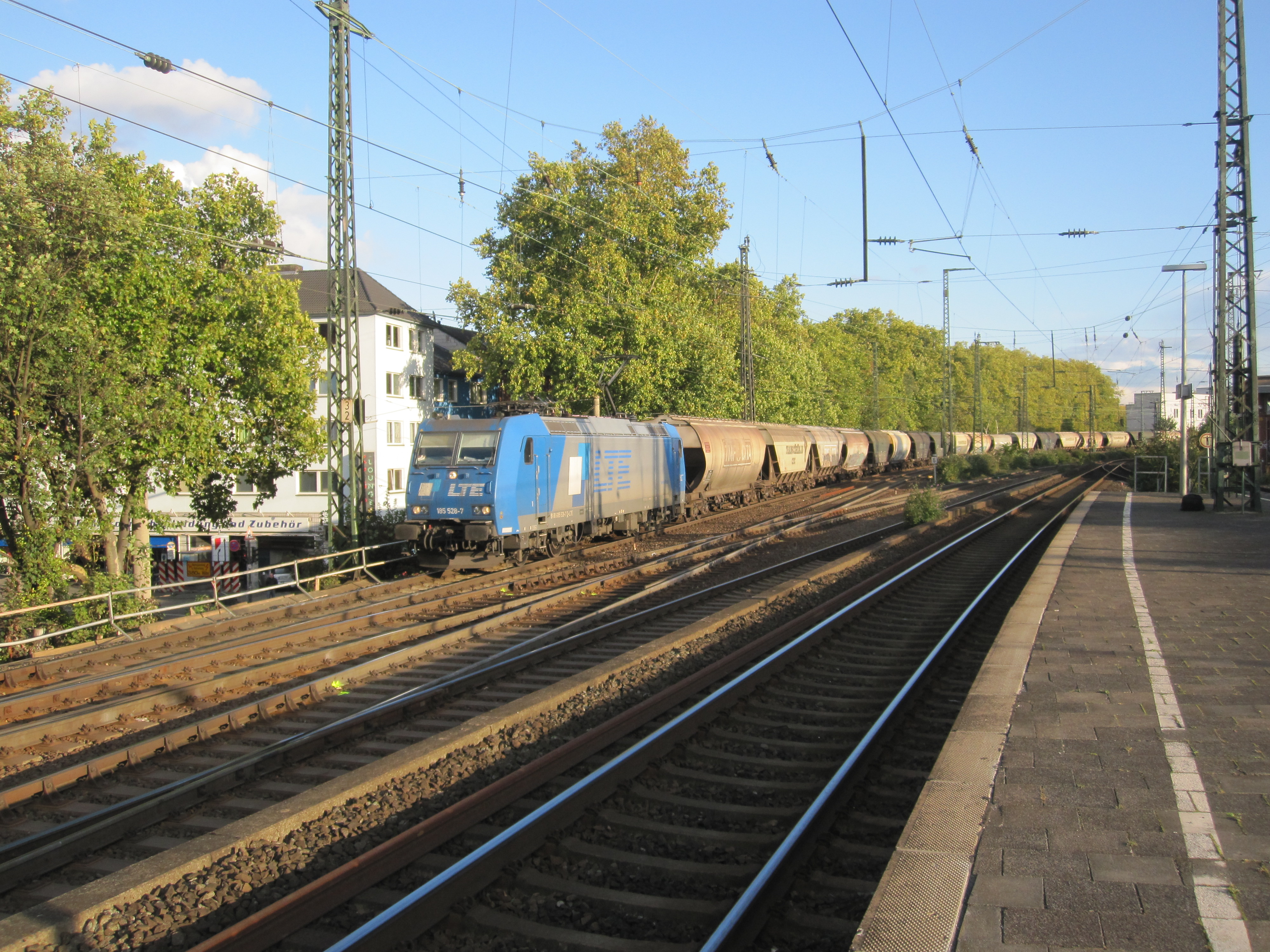
Vlak LTE v Kolíně nad Rýnem

LTE Logistik- und Transport-GmbH (VKM: LTE) je rakouský železniční dopravce se sídlem v Grazu, který provozuje nákladní dopravu nejen v Rakousku, ale prostřednictvím svých dceřiných společností také v několika dalších evropských státech.

## Vlastnické poměry
Společnost byla založena v roce 2000 jako společný podnik lokálního dopravce Graz-Köflacher Bahn und Busbetrieb (GKB) a stavební firmy Porr Umwelttechnik Infrastruktur Errichtungs, Beteiligungs- und Betriebs V roce 2011 se společnost Porr svého podílu zbavila, takže na základě předkupního práva se 100% vlastníkem stala GKB. S ohledem na to, že GKB je státní společnost, nařídil rakouský antimonopolní úřad prodej 50% podílu. Vážným zájemcem o koupi byla nadnárodní firma Glencore, se kterou již LTE delší dobu spolupracovalo na agrárních přepravách mj. z České republiky.

## Mezinárodní působení
Krátce po svém vzniku se začalo LTE angažovat v mezinárodní dopravě. Jednou z prvních mezinárodních přeprav byl od roku 2001 transport cementu ze Slovenska do stanice Wien Liesing, tehdy byly ještě dopravcem na Slovensku Železnice Slovenskej republiky (resp. od roku 2002 Železničná spoločnosť). Již v roce 2002 však LTE na Slovensku zakládá svou 100% dceřinou společnost LTE Logistik a Transport Slovakia se sídlem v Bratislavě. Ve spolupráci se slovenským LTE pak jsou realizovány přepravy petrolejového koksu v relaci Wackerwerk-Marathonwerk – Žiar nad Hronom.
Postupně pak LTE zakládá své dceřiné společnosti v dalších státech, takže vedle Rakouska a Slovenska v roce 2015 LTE působí v těchto zemích: Česko, Maďarsko, Nizozemsko, Německo, Rumunsko a Polsko. Držitelem licence na provozování drážní dopravy je však pouze v Rakousku, v Maďarsku, na Slovensku, v Česku a v Nizozemsku. Ve Slovinsku pak LTE působí prostřednictvím dopravce Adria Transport, což je společný podnik slovinské firmy Luka Koper (provozovatel jaderského přístavu Koper) a GKB.